# Cleistanthus libericus
Cleistanthus libericus är en emblikaväxtart som beskrevs av Nicholas Edward Brown. Cleistanthus libericus ingår i släktet Cleistanthus och familjen emblikaväxter. Inga underarter finns listade i Catalogue of Life.